# 盛世凤凰酒
盛世凤凰酒是河北唐山泉河头镇出产的一种白酒，为新兴的地方酒种，源于2008年6月一家民企于当地成立的酒厂。酒厂业主原已于2000年入股投资邛崃市“川霸酒业”，于泉河头镇成立酒厂后，聘请泸州老窖第七代掌门人赖高淮为总工程师，用川霸酒业为酿造基地所提供的原酒，以天然青石凤凰窖发酵，恒温恒湿洞藏陈贮等传统老五甑工艺酿出，以唐山之别名凤凰城而命名为盛世凤凰酒，涵盖浓酱兼香型白酒、浓香型白酒、清香型白酒。